# メタルギアオンライン
『メタルギアオンライン』（METAL GEAR ONLINE、略称: MGO）は、コナミデジタルエンタテインメントの小島プロダクションが開発した、メタルギアシリーズのシステムを元にしたオンラインゲームである。

## 概要
メタルギアソリッドシリーズをインターネットを介した多人数同時プレイ用のオンライン対戦ゲームとして再構築したアクションシューティングゲームが『メタルギアオンライン』である。料金は無料。『サブシスタンス』に初めて同梱され、2005年から2006年まで運営されていた。
2006年12月21日に発売されたPSP用の『ポータブル・オプス』でも、MGOを元に対戦人数を少なくした「MATCH」モードが搭載された。オンラインサービスは既に終了している。このモードは特に『メタルギアオンライン』とは称されていないが、ルールやシステムに共通部分が多いため本稿でも記述する。
2008年に発売されたPS3用ソフト『メタルギアソリッド4』にはPS2版『メタルギアオンライン』をさらに拡張・発展させた『メタルギアオンライン』が搭載されている。こちらもソフトを所持していれば無料でプレイ可能。オンライン部分のみをプレイできる『メタルギアオンライン スターターパック』も別途販売されている（内容は本作同梱のものと同じ）。こちらもサービスは既に終了。
E3 2013での小島へのインタビューの一つにおいて、開発中のメタルギアソリッドVにも新しいメタルギアオンラインが付属すると述べられており、実際に2014年12月5日にラスベガスで開催された「The Game Awards 2014」のワールドプレミアにて、メタルギアオンラインが付属することが発表された。

## MGS3ベースのMGO

### 概要
2005年12月22日に発売された『サブシスタンス』のDISC2に同梱されていたもので、各ステージを最大8人まで同時に対戦することができ、本編と同様銃器やCQCを駆使して定められた任務を達成するのが目的と言う内容であった。本編と違い、自分のキャラクターが一撃で倒される可能性があるなど、ゲームシステムには変更が加えられている。無線通信を模して、テキストチャットやマイクを利用したプレイヤー同士の連絡が可能。
コナミ主催の大会が何度か開かれ、優勝チームには「小島プロダクションエンブレム表記権」が与えられた。サービスは1年後の2006年12月25日に終了している。

### ゲームのルール
勝利条件等が異なる5種類のルールを選択することができる。レスキュー・ミッションを除き、死亡した場合でも、すぐに復帰することができる。
スニーキング・ミッション（SNE）
プレイヤーはスネーク1名と敵兵側に分かれる。スネークは制限時間内に、2つあるマイクロフィルムのうち1つを奪取して、2箇所あるゴールのどちらかにフィルムを届ければ勝利。対する敵兵はスネークの任務遂行を阻止し、制限時間までマイクロフィルムを守りきるかスネークを倒せば勝利となる。スネーク1人に対して守備兵は最大7人と人数に差があるが、装備や能力の面ではスネークが有利になっている。
キャプチャー・ミッション（CAP）
2つのチームに別れ、ケロタンを奪い合う。ケロタンを入手し自陣のゴールに設置して、制限時間になるまで守り抜いたチームが勝利。開発チームでは、ケロタンを運んでいく姿から「ケロタンラグビー」と呼ばれていた。
銃器の使用を制限したユーザー自作のルールは「ラグビー」と呼ばれ、続編のMPO等では変則ルールの一つとして公式採用された。
レスキュー・ミッション（RES）
奪還側と守備側に分かれ、 ガーコをめぐり争う。奪還側は守備側陣地内にあるガーコを入手しゴールに持ち帰るか、守備側全員を倒せば勝利。守備側は制限時間まで人形を守りきるか、奪還側を全て倒せば勝利となる。
死亡してしまうとプレイに干渉できない「ゴースト」となり、残りプレイヤーの戦いの様子を観察することになる。
デスマッチ（DM）
自分以外のプレイヤー全てが敵となり、制限時間内にどれだけ相手を倒せたかを競う。
チーム・デスマッチ（TDM）
青・赤の2チームに分かれてデスマッチを行う。1人倒せばそのチーム側のチケットが1つずつ減っていき、残りチケット数が0になる、あるいは制限時間が終了した時点でチケットの多いチームの勝利となる。

### キャラクター
「KGB」「GRU」「山猫部隊」の3チームから選択する。また一定の要件を満たすと、特殊な能力を持った「ユニークキャラクター」を選択することができる。
ネイキッド・スネーク
スニーキング・ミッションを選択した時は、ホストプレイヤーが自動的にスネークになる。スネークを倒した敵兵プレイヤーは、次の試合でスネークとしてプレイする。体力や攻撃力、装備などで優遇され、威力の高い一撃気絶CQCを使うことができる。
ソコロフ
「KGB」で最も成績の悪かった人が使用可能。ステルス迷彩を所持しており、装備すると敵から姿を隠すことができる。ただしスネークと違いネームタグが表示される。
ライコフ
「GRU」で最も成績の良かった者が使用可能。写真に見とれて行動不能になるグラビア雑誌の効果を受けないほか、隙が大きいが威力の高いCQC「股間潰し」を使う特殊能力を持つ。
オセロット
「山猫部隊」で最も成績の良かった者が使用可能。回転式拳銃の「コルト・シングルアクションアーミー（SAA）」を装備しており、跳弾で攻撃することができ、CQCの威力が若干高い。また、SVD以外の武器でのヘッドショットを受けた際、一発目ではベレー帽が飛んで若干のダメージを受けるのみで即死せず、二発目で他キャラクターと同様のヘッドショット判定を受ける。
日ノ本零子、麗琥
ランブルローズのキャラクター。総プレイ時間が50時間を超えている、または何らかの称号を得ているプレイヤーがホストを務めた場合、そのゲーム中に最も成績が良かった人が使用できる。隙は大きいが威力の高いCQC「サンライズスープレックス」を使うことができる。

### 本編との相違点
部位ダメージ
本編の操作キャラクターであるスネークは、攻撃を受けた部位によるダメージの差が無かったが、オンラインモードでは全キャラクター通して、攻撃された部位によってダメージに差がある。部位ごとのダメージ量は固定ではなく、武器の威力と各部位に設定されたダメージ割合によって決定される。
多くの場合、ダメージ割合が大きく設定されている頭部を撃つと一撃で相手を倒すことができ、これはヘッドショットと呼ばれる。しかし、威力の低いM1911A1やスコーピオンを使った場合や、体力面で優遇されているスネークは一撃で死亡しない場合もある。
スタミナダメージ
本編では敵兵にのみ適用されていたスタミナダメージだが、オンラインモードではスネークを含む全キャラクターに適用され、スネークが敵の攻撃で気絶する場面も見られる。
武器、装備
火炎放射器、モニターが追加され、代わりにTNTや葉巻など一部の武器、装備は登場しない。
CQCの性能
本編では多彩なアクションが可能だったCQCだが、オンラインモードでは単発の投げ技に変更されている。一般キャラクターは敵に若干のスタミナダメージを与える「直投げ」だが、一部のユニークキャラクターは独自の攻撃法を持つ。
詳しくはキャラクターの項を参照。
キャラクターの挙動
匍匐時の主観視点でのR2、L2ボタンでの「左右覗き込み」は使用不可。立ち、しゃがみ時は本編同様可能だが「背伸び」はいずれの場合も不可。覗き込み中は上体を反らすため他プレイヤーからも目視可能であり、発見される危険がある。また、PS3版のMGOの様な肩越し視点は実装されていない。

## MPOベースのMGO

### 概要
最大6人同時対戦が可能。PSPに搭載されたWi-Fiで無線LANを通したネットワーク対戦「インフラストラクチャーモード」と、プレイヤー同士が直接 集まって対戦が出来る「アドホックモード」がある。部隊をインターネット上に出撃させ戦わせる「サイバーバル」ルールも登場した。
オンラインサービスは2012年3月30日に終了。

### ゲームのルール
基本ルール
自分が集めた兵士達で編成した最大4人の部隊で対戦し、一人の兵士が倒されると次の順番の兵士が出撃する。兵士が死亡しそうになったら、MGS3本編にも登場したフルトン回収システムにより退却させる事もできるが、スコアから一点減点され、天井がある場合は使用できない。退却に成功すると、退却した兵士の体力は回復し、次の順番が回ってくるまで待機することになる。対戦中、敗北しそうになったら白旗をあげる事も可能。その場合、そのラウンド中に倒された兵士は自軍も敵軍も全て復活するが、メニューに戻ると一時的に戦闘不能になってしまい、そのラウンドのスコアはゼロとなる。
3つのゲームモード
実戦モード
実戦モードでは、対戦中にキャラクターが死亡すると復帰することが出来ず、対戦に負けると相手に奪われてしまう。逆に勝利すれば相手の死亡した兵士を奪えるが、ユニークキャラクターは奪えない。
模擬戦モード
いくら死んでも兵士は復活し、スコアは残らない。
フリーモード
好きなだけ戦えるモード。アドホックのみで可能だが、マップもキャラクターも一つに限定される。

4種類のゲームルール
デスマッチ (DM)
自分以外のプレイヤー全てが敵となり、制限時間内にどれだけ多く得点を獲得したかを競う。対戦中トップのプレイヤーキャラクターの上にはケロタンが表示され、得られる得点が倍となり、失うポイントも倍となる。トップのプレイヤーを倒すと3倍のポイントが入る。
チームデスマッチ (TDM)
青と赤のチームに分かれてデスマッチを行う。相手プレーヤーを1人倒せば相手側のチケットが1つずつ減っていく。先に敵チームのチケットを0にした方が勝利する。
キャプチャーミッション (CM)
自分以外のプレイヤー全てが敵となり、ステージ内にあるケロタン人形を奪い合う。ケロタンを一定時間所持したプレーヤーが勝利する。
チームキャプチャーミッション (TCM)
従来通り、赤と青の2つのチームに分かれ、ステージ内にあるケロタン人形を奪い合う。ケロタンを入手しそれぞれのゴールに設置してから、制限時間になるまで守り抜いたチームが勝利。

### サイバーバル
サイバーバルは、戦場に自分の育てたキャラクターを送り出し、3:00・9:00・15:00・21:00時に自動で戦闘が開始され、自分が勝てば相手のキャラを手に入れられ、逆に負けると自分のキャラを奪われる。

## MPO+ベースのMGO
オンラインサービスは2012年3月30日に終了している。

### 新ルール
シューティングレンジ(SR)
赤と青の2つのチームに分かれ、ステージ内に散らばっている星印のターゲットを撃って自分の陣地の色に染めていく。一定以上弾を撃ち込むとターゲットの色は完全に固定化され、時間が経過するか後述のリセット状態になるまで固定化は解除されない。相手を倒すと敵チームのターゲットが2つリセット状態になり、フルトンで退却すると退却したチームのターゲットが2つリセットされる。途中ボーナスターゲットがあり、それを壊したチームは、相手のターゲットをリセットする事が可能。変則ルールとして、相手側の殺害を禁ずるものがある。
チャットルーム(CR)
自由にしゃべる事ができる、交流向けのルール。死亡しても戦績に残らない。

### 変更されたルール
キャプチャーミッション+(CM+)
前作「MPO」ではケロタンを所持して、カウントが0秒になったら勝利するが、今作ではTCMの個人版として、ステージ内に散らばっている赤いゾーンに入るとカウントされる。他はキャプチャーミッションと変更点は無い。

## MGS4ベースのMGO

### 概要
初代『オンライン』の正統続編となる作品で、『メタルギアソリッド4』に本作の「スターターパック」が収録された。
シリーズ最大の16人対戦が可能。また、仲間との連携を深める「SOP」やキャラクタの能力を上昇・拡張させる「スキル」などの新要素が追加された。
配信中の有料「エクスパンションパック」をダウンロードすることで、ステージやキャラクターなどが追加されていく。2007年8月20日(月)～2007年9月3日(月)までの期間、クローズドβテストを行った。コナミIDを持っている者限定で、抽選で選ばれた3000名が参加した。専用コミュニティページにて、意見・感想などが集められ、製品版への参考とされた。2007年9月19日、「KONAMI メディア カンファレンス 2007」にてメタルギアソリッド4との同梱が発表された。
2008年2月29日からプレミアβ（オープンβ）テストの参加も募集された。実施期間は2008年4月21日～2008年5月6日であったが、βテスト開始時の障害発生（後述）に伴い、2008年5月11日まで延長された。ダウンロード期間は2008年4月17日～2008年5月6日までとなっていた。
プレミアβで作成したPC（プレイヤーキャラクター）データは製品版に反映されない。
PCを作成した人のみ利用可能なSNS「コミュニティサポートページ」があり、自分のプレイデータや掲示板、運営からの情報、ランキング機能などが閲覧可能となっている。
「METAL GEAR ONLINEスターターパック」は、2008年7月17日に単体発売された。「MGS4」に収録されているスターターパックと全く同じ内容で、MGS4同梱のスターターパックで作成したPCは本商品にも引き継がれる。
2012年6月12日をもってサービスを終了することが発表されたが、最終日の同年6月12日深夜に多数のユーザーが殺到してログインしにくくなる現象が発生。このため日本サーバーに限り、オンラインサービスの終了は翌日の13日に延期された。

### ルール
デスマッチ (DM)
自分以外のプレイヤーは全て敵となる。他のプレイヤーを倒せば得点が入り、死亡時には全体設定のチケットが1つ減少する。チケットが0になるか制限時間が終了した時点でゲームセットとなり、最も得点の高いプレイヤーの勝利となる。
ステルスデスマッチ (SDM)
2008年11月25日に追加された新ルール。全員がステルス状態でのデスマッチ。時間とともに行動範囲が狭くなるほか、アラーム機能が追加され、近くに敵がいる場合にアラーム音が鳴る仕様。一度でも死亡すると復活することはできない。
シングルキャプチャーミッション(SCAP)
2009年3月17日に追加された新ルール。一つのケロタンを全員が奪い合う。所持するとカウントが減っていき、最初に0にしたプレイヤーが勝利するルール。このルールでは倒した相手のカウントが減ってしまうという特徴があり、無闇に敵を倒していると不利な状況に陥る。
チームデスマッチ (TDM)
レッドチームとブルーチームに分かれてのチーム戦。相手プレイヤーを1人倒せば相手側のチケットが1つずつ減っていく。先に敵チームのチケットを0にした方が勝利する。
キャプチャーミッション (CAP)
2チームに分かれて、ステージ内にあるケロタンとガーコを巡っての奪い合い。ケロタンかガーコを入手し、自陣にとどまり続けるとカウントが減っていき、先に0にしたチームの勝利。両陣にターゲットを設置するとカウントがリセットされる。延長ルールが有効の場合はリセットされず、カウントが止まるのみ。二つのターゲットを自陣に置くとカウントが減る速度が速くなる。
拠点制圧ミッション (BASE)
2チームに分かれて、マップに点在する拠点を制圧していく。全拠点を制圧するか、制限時間が終了した時点で制圧した拠点の数が多いチームの勝利となる。拠点を制圧するまでに要する時間は同時に拠点を踏む人数によって変化する。
拠点爆破ミッション (BOMB)
2009年1月27日に追加された新ルール。爆弾設置チームと爆弾解除チームに分かれ、設置チームは爆弾によってマップに点在するどこか一つの拠点を爆破することで勝利となる。解除チームは冷却スプレーにより設置された爆弾を凍結（解除）でき、同時に冷却スプレーを噴射する人数によって解除時間が変化する。解除側は爆弾の残数（3）を0にすることで勝利できる。
レースミッション (RACE)
2009年5月12日に追加された新ルール。レッドチームとブルーチームに分かれ、レッドチームはガーコを、ブルーチームはケロタンを、それぞれのチェックポイントに規定回数通過させたチームの勝利となる。チェックポイントは、一度通過する毎にランダムで位置が変更される。
レスキューミッション (RES)
攻撃チームと防御チームに分かれ、 ガーコをめぐり争う。攻撃チームは守備側陣地内にあるガーコを入手しゴールに持ち帰るか防御チームを全滅させることで勝利となり、制限時間終了時にガーコを所持していても勝利できる。防御チームは制限時間までガーコを守りきるか、攻撃チームを全滅させれば勝利できる。
死亡してしまうとゲームが終了するまで復活できないが、ルール詳細設定で「幽霊のいたずら」を｢有効」にしていると幽霊となり、他のプレイヤーへいたずらをする事が可能となっている。
チームスニーキングミッション (TSNE)
2008年7月4日に追加された新ルール。潜入チームと防御チームに別れ、潜入チームはステルス迷彩が装備でき、ガーコとケロタンのどちらかをゴールに運ぶか、防御チームを全滅させれば勝利。防御チームは、ガーコとケロタンを制限時間いっぱい守りきるか、潜入チームを全滅させれば勝利となる。装備選択時、潜入チームはナイフ以外の殺傷武器、防御チームはスタングレネードなどの非殺傷武器を選択できない。ただし、相手から奪い取ることは可能。
死亡した場合の復活は不可能で、他プレイヤーの視点を借りて経過を観戦するしかないが、設定によっては幽霊となって移動することもできる。初期にはENVG（暗視ゴーグル）が各ステージに置かれていたが防御チームに取られると潜入チームが圧倒的不利になってしまうため後のアップデートで廃止された。
スニーキングミッション (SNE)
レッドチームとブルーチームに、スネーク&メタルギアMk.IIが加わっての三つ巴戦。スネーク側はレッド・ブルーチームのプレイヤーを気絶させるかホールドアップさせてドッグタグを奪い、3枚入手すれば勝利。レッドチームとブルーチームはスネークを規定回数殺害するか、制限時間が切れた時点で敵チーム殺害回数の多いチームが勝利する。
インターバル (INT)
2008年11月25日に追加された新ルール。休憩時間として扱われ、いかなるプレイも戦績に反映されることはない。

#### ドレビンポイント
チームスニーキングミッション・スニーキングミッション以外のルールで設定することが出来る。敵を倒すなどチームの勝利に貢献するとポイントが追加され、新たに武器やアイテムを入手したり、武器にアタッチメントを追加し、性能を上げる事が出来る。所持ポイントを越えての入手は不可。ポイントは次のラウンドに持ち越せるが、次のゲームには持ち越せない。
トレーニング
1人でトレーニング
1人で人形などを相手にして自由に訓練できるモード。
初心者トレーニング
基本的な操作方法をプレイしながら学ぶ。
教官指導を受ける
ホストプレイヤーが教官となり教官の指導を受けて卒業を目指す。卒業するには30分経過して教官の卒業認定が必要となる。また、教官になるための条件の一つとしてこの教官指導を1度卒業する必要がある。指導形式は、体力とスタミナが即回復する指導モードと、実戦と変わらないTDM方式の模擬戦モードの2種類。

教官指導
プレイヤーが教官（ホスト）となって参加者を指導していくモード。模擬戦モードでは幽霊となって行動できる他、L2、R2ボタンで各プレイヤーの三人称視点となる。
教官指導を行うには、先述の教官指導を受けて卒業認定を受け、20時間プレイする必要がある。条件を達成するとビギナー卒業と共に、教官スキル解禁となる。教官指導では教官スキルを装備する必要はない。教官指導では敬礼動作が胸を張る仕草に変わり、プリセット無線が高圧的なものや命令口調となる。教官スキルを装備することで、他のルールでもこの仕草と口調が適用される。

### クラン
プレイ時間が20時間以上、かつレベルが3以上のプレイヤーは、自らリーダーとなってクランと呼ばれるチームを創設できる。他のプレイヤーを参加させて規模を拡大でき、独自のエンブレムを作って名前の横に表示させることも可能。メンバーに内部告知を行う機能などが提供されており、クラン単位での戦績も記録される。

### ステージ
各ステージの名称は同じ頭文字の語を二つ組み合わせて命名されているのが特徴。
Ambush Alley（アンブッシュ・アレィ）
荒廃した町の一角を舞台にした。ステージは十字路形で、半壊した建物が入り組んだ地形を構成する。
Gronznyj Grad（グロズニィ・グラード）
『MGS3』にも登場した兵器工場跡地。兵器廠の最上階は屋外に通じており、ここへ行くにはステージに設置されているカタパルトを利用したり、外壁の梯子から登ったりする方法がある。また、ステージの隅には監視塔があり、梯子を用いて登ることができる。
Midtown Maelstrom（ミッドタウン・メイルストロム）
『MGS4』のAct.1に登場した中東の街中が舞台となる。大通りから細い路地に加え、ビルの室内などにも侵入でき、遮蔽物もいたるところに置かれている。
Urban Ultimatum（アーバン・アルティメイタム）
『旧MGO』にも登場した「攻都の戦塵（C.U.S.）」ステージのリメイク。高低差の大きい建造物が立ち並び、その下に通路やダクトが張り巡らされている。白いビルに2箇所、赤いビルに1箇所のハシゴが追加された。
Blood Bath（ブラッド・バス）
戦闘訓練施設のステージ。周回する渡り廊下が建てられた地上と、南北に通じる地下通路で構成され、多数のコンクリートブロックが点在している。
GENEエクスパンションパック追加ステージ
Coppertown Conflict（カッパータウン・コンフリクト）
『旧MGO』にも登場した「積鬱の廃都（B.T.）」ステージのリメイク。砂嵐に覆われた市街地と2F～B1Fの地下通路を含む建物で構成される。
Tomb of Tubes （トゥーム・オブ・チューブス）
複雑に入り組んだ下水道。水路の中で気絶した場合、ライフが減少して溺死する危険性がある。
Virtuous Vista（ヴァーチャス・ヴィスタ）
『MGS4』のAct.2に登場した南米ペルーの発電所施設。あらかじめ設置された迫撃砲や重機関銃などが使用できる。

MEMEエクスパンションパック追加ステージ
Forest Firefight（フォレスト・ファイアファイト）
緑深い森林地帯。様々なルートがあり、死角も多い。小屋が一軒あり、天窓を突き破って屋上から中に入ることができる。
Winter Warehouse（ウィンター・ウェアハウス）
足跡が残る雪原のステージ。三階層の旧工場施設内部は暗く、障害物も多い。
Silo Sunset（サイロ・サンセット）
『MPO』にある「サイロ搬入口」ステージのリメイク。ステージ自体は狭いが、地下通路や建造物による入り組んだ構造をしている。
SCENEエクスパンションパック追加ステージ
Hazard House（ハザード・ハウス）
薄暗い洋館ステージ。館内はアンティークによる装飾が施されている。庭にも出られるが、降雨で視界が悪い。リフトアップを駆使することで、天井裏に進入することも可能。
Ravaged Riverfront（ラビッジド・リバーフロント）
『MGS4』Act.3の東欧を思わせるステージ構成。時計塔や水路があり、塔に登ることや水中に潜ることができる。なお、時計塔の時計には現在の時刻がそのまま表示され、1時間ごとに時報として鐘が鳴る。
Outer Outlet（アウター・アウトレット）
多くの商店が並ぶショッピングモールが舞台。昼間のため陽光が差し込む。通路状のエリアと開けた駐車場のエリアに分かれる。
Icebound Inferno（アイスバウンド・インフェルノ）
『MGS4』のAct.4に登場したシャドーモセス島のステージ。吹雪で視界は悪い。ただし、本編と同様に吹雪の強さは一定ではない。

### SOPシステム
SOPとは「Sons of the Patriots」の略称で、「ソップ」と発音する。△ボタンを押す事により敬礼や指差し動作を行い、近くの仲間と体内ナノマシンをリンクさせる。リンク中の味方は身体の輪郭がチームの色で光って表示され、壁の向こう側にいても互いの状況が認識できるほか、無線の発信や気絶、死亡した場合、自分の位置を味方に知らせることができる。特定のスキルを装備すれば、敵PCを味方同様に光らせて居場所を暴いたり、設置したトラップの情報を仲間同士で共有して有利に戦闘を展開する事もできる。
MGS4本編でも同じシステムが存在している。

### スキル
PCにさまざまな能力を付加するシステム。銃器を扱う能力を上げたり、CQCなどの能力を追加するほか、SOPに関する能力を付加することもできる。オープンβテストでは16種+αのスキルが用意された。スキルにはそれぞれコストとレベルが設定されており、4コストまでのスキルを装備できる。また、戦闘中に各スキルに応じた行動を行うことで、スキルの経験値（EXP）が上昇していき、新しくスキルを習得したり、レベルを上げられる。
- 武器の射撃時の反動を抑え、リロード時間を短縮するもの。ショットガンと一部スナイパーライフルは連射速度も上昇する。
  - ハンドガン・マスタリー
  - サブマシンガン・マスタリー
  - アサルトライフル・マスタリー
  - ショットガン・マスタリー
  - スナイパーライフル・マスタリー

特殊技能を追加するもの
ズームアップ
主観時のズーム率を上げ、主観射撃時の反動（手ブレ）も軽減する。
エンハンスドロックオン
オートエイム時のロックオン可能距離が伸びる。
スローイング・マスタリー
投擲武器の飛距離が伸び、投擲速度も上がる。
トラップ・マスタリー
トラップの設置時間を短縮する。
シールド・マスタリー
2008年11月25日に追加された。シールド装備時の攻撃速度と移動速度が上昇する。レベル3では、正面方向にのみ構えながら走ることができる。
ナイフ・マスタリー
ナイフによる攻撃動作が速くなる。また、移動しながらの攻撃も可能。スキルレベルに応じて電撃のチャージ時間が短縮される。レベル3ではCQC・マスタリーと併用する事でCQC拘束時に一撃で敵を殺害する首切りが可能になる。
CQC・マスタリー
CQC拘束・連携が可能になる。レベルが高いほど、首絞めや直投げの威力が上がる。レベル3では拘束時に敵の武器を自動的に落とさせるように。
CQC・EX
2009年3月17日に追加された。上記のCQC・マスタリーの能力がさらに上昇する。前方180°からCQC攻撃を受けた場合、自動で敵を投げ返すCQC返しが発動するが、相手もCQC・EXを装備していると無効となる。コスト4のため、他スキルとの組み合わせは不可。実装当初は、直投げによる一撃気絶に加え、全方位に対するCQC返しが可能だったが、後に修正された。ユニークキャラクターであるスネークとリキッドも同様以上の能力を持ち、一撃気絶と全方位CQC返しが可能。
ファストムーブ
移動速度が上昇する。
ボックスムーブ
2008年7月17日に追加された。ダンボール装備時の移動速度が上昇する。レベル3でダンボールをかぶったまま突進して敵を吹き飛ばす「ダンボールタックル」ができる。
クイックリカバリー
2008年7月17日に追加された。気絶・睡眠した者を起こす時間を短縮する。また自分が気絶・睡眠した場合の回復も早くなる。レベル3は他者を起こすのに所要する時間が1秒と掛からない。
ショック・アブソーブ
2009年3月17日に追加された。ダメージは軽減されないが、のけぞりやダウンを根性で耐える。レベル3では爆発などによる吹き飛びも無効化する。
チャームアップ
2009年3月17日に追加された。美鈴と同様、敬礼動作をすることでポーズを取り、周囲の兵士の視線を釘付けにする。男性と女性ではポーズが異なり、それぞれ3種類が用意されている。
教官
敵味方問わずマップ上に自身の位置が表示され、プリセット無線は教官専用のものになる。またプリセット無線が敵味方問わずに聞こえるようになる。

SOP系スキル
エネミーエクスポージャー
敵を攻撃すると、数秒間SOP表示状態にして居場所を暴く。敵の位置はSOPリンク中の味方の視覚とレーダーにも投影でき、表示時間はレベルによって延長される。
アウェアネス
設置された敵のトラップと、その効果範囲をSOP表示状態にする。味方との情報共有可能。
ターゲットアラート
レベル1では自身にロックオン攻撃してきた敵と射線をSOP表示し、2ではロックオンされただけで表示する。レベル3では照準を向けられるだけで敵を表示する。味方との情報共有可能。
スキャニング
初期装備にスキャニングプラグSが加わる。CQC拘束時に敵のSOP情報漏洩ウイルスを注入する「スキャニング」を行うことで、注入した敵とリンク中の敵PCを全て表示する。敵の射線や設置したトラップも可視化でき、SOP系スキルを詰め込んだ内容となっている。
スキャニング・EX
2008年11月25日に追加された。CQC拘束時のみならず、気絶して地面に倒れた敵からもスキャニングが可能になる。
SOPステルス
2008年11月25日に追加された。敵のSOP系スキルによる表示時間を短縮する。計算方法は相手SOPスキルレベル-SOPステルスレベルとなり、SOPレベル3でスキャニング・EX以外のSOPスキルを完全に無効化する。

### 追加パック
先述した様に、このPS3版MGOでは追加パックを購入する事によってゲーム内の様々な要素が追加される。

2009年3月22日現在、MGOショップにて以下のセットが販売されている。
METAL GEAR ONLINE GENE & MEME & SCENE EXPANSION
GENE EXPANSION , MEME EXPANSION , SCENE EXPANSION をセットにしたもの。※GENE EXPANSION 非購入者のみ購入可。
METAL GEAR ONLINE MEME & SCENE EXPANSION
MEME EXPANSION および SCENE EXPANSION をセットにしたもの。※GENE EXPANSION 購入者のみ購入可。
METAL GEAR ONLINE SCENE EXPANSION
上記のマップとユニークキャラとして雷電とヴァンプが使える様になる。購入していなければパックセットの中に含まれるマップやキャラが含まれたゲームは選択出来なくなる。※GENE EXPANSION , MEME EXPANSION 購入者のみ購入可。
METAL GEAR ONLINE MEME EXPANSION
上記のマップとユニークキャラとしてリキッド・オセロットとメイ・リンが使える様になる。購入していなければパックセットの中に含まれるマップやキャラが含まれたゲームは選択出来なくなる。※GENE EXPANSION 購入者のみ購入可。
METAL GEAR ONLINE GENE EXPANSION
上記のマップとユニークキャラとしてメリル・シルバーバーグとジョニー（アキバ）が使える様になる。購入していなければパックセットの中に含まれるマップやキャラが含まれたゲームは選択出来なくなる。※GENE EXPANSION 非購入者のみ購入可。
MGOプレイヤーキャラクター新規登録権
購入するとPCを1つ追加する事が出来る様になる。最大8キャラクターまで追加可能。
MGOプリセット無線アピールパック２
新たに33種類のプリセット無線が追加される。
MGOプリセット無線アピールパック
新たに32種類のプリセット無線が追加される。

#### 販売終了
METAL GEAR ONLINE GENE EXPANSION PLUS ※2008年11月18日をもって販売終了。
GENE EXPANSION に MGOプレイヤーキャラクター新規登録権 をセットにしたもの。
METAL GEAR ONLINE GENE & MEME EXPANSION ※2009年3月10日をもって販売終了。
GENE EXPANSION および MEME EXPANSION をセットにしたもの。

### 通信エラー
記述されている日時はすべてJSTとする。
2008年4月21日午前0時より開始されたプレミアβテストであったが、開始直後から実施されているすべての国からユーザーが殺到し、ログイン出来なくなる事態が発生、同日5時頃になり日本版以外の接続を遮断し、日本版のみでのテストが行われたが、数回のメンテナンスも効果がなく、2回目のメンテナンス以降少数がゲームプレイ出来た以外は全て接続できない事態となった。その後開始から22時間後の同日22日になりプレミアβ開始を4月25日へ延期する旨の発表がなされた。
さらに、サーバーメンテナンスに伴い、2008年4月23日午後10時～2008年4月24日午後9時の間、ゲームクライアントのバージョンが1.00から1.01へのアップデートが行うことが出来なくなる。
同年7月17日のエクスパンションパック発売の際にもMGOショップに接続できなくなる大規模なトラブルが発生しており、6日経過した7月23日夜にトラブルが収束するまで、アクセス制限が発生する事態となった。
コナミの家庭用オンラインゲームでは同様の事態になった前例として「ときめきメモリアルONLINE」の前例があり、こちらもβ2開始直後ログインサーバに致命的な障害が発生し、テスト期間を延期しており、公式開始の際にもアカウント引継ぎ処理でサーバーダウンする事態が発生している。

### イベント
運営側の企画によって、プレイヤー参加型のゲーム内イベントも実施されている。
世界選手権
各国の代表プレイヤーを選出し、クラン戦と個人戦における世界一を競った。
ザ・要人警護
ユニークキャラクターを護衛し、生存させることを目的とした特別ルールによるチーム戦。
プリセット無線の音声変化
2009年4月1日午前9時から、2009年4月2日午前9時まで、プリセット無線時の音声が男女逆転する現象が起きた。トラブルなどの発生時同様、ゲーム内オンラインニュースで状況が発表されていたが、後に、小島プロダクションによる音声ブログ「HIDECHAN! ラジオ」のVol.240にて、エイプリルフールのイベントであることが明かされた。

## MGSVベースのMGO

### 概要
メタルギアオンラインの3作目に当たる作品で、「メタルギアソリッドV ザファントムペイン（METAL GEAR SOLID V THE PHANTOM PAIN）」に同梱されている。開発は小島プロダクション・ロサンゼルススタジオ（後にコナミ・ロサンゼルススタジオに改称されたが、現在は閉鎖された）で行われた。前作の開発や運営に関わっていた小島プロダクションの沖幸太郎がクリエイティブディレクターを担当し指揮を取った。XboxやPC（2016年1月サービス開始）に提供される初のMGOでもある。
当初のサービス開始予定日は「メタルギアソリッドV」の発売日と同日の9月2日であったが、約一月の延期を経て10月6日にサービス開始。前作と同じく最大16人対戦が可能（PS4/Xbox One版のみ。PS3/Xbox 360版は最大12人）。新要素となる「バディシステム」や、MGSV本編から「フルトン回収システム」，「マーキングシステム」などを導入し、大きく生まれ変わった。
2022年5月31日15時をもってPlaystion 3版とXbox 360版のサービス終了が発表された。

### プレイヤーキャラクター
本作は「MGSV：TPP」本編（以下本編）と連動しており、キャラクター枠のうち最初の1つ目は本編で設定したアバターが配置される。そのため、本編でアバターを作成したセーブデータがなければプレイすることが出来ず、また本作を最初にプレイするプレイヤーは必ずスネークと同じ声（大塚明夫/キーファー・サザーランド）の男性キャラクターを使用することになる。
残りの枠はゲームをプレイしていくか、キャラクタースロットを購入することで開放され、本編でも利用したアバターエディタや装身具、声、性別を自由に設定し、操作するキャラクターを好みに応じて自由に作成できる。
なお、2人目以降のキャラクターはプレイヤーが任意に削除できる（購入した装身具や装身具カラーはアカウント毎に管理されているため、キャラクターを削除しても引き継がれる）が、1人目のキャラクターは前述の理由により一度作成してしまうと削除できずクラス変更も行えない。

### クラス
前作ではプレイヤーキャラクターの性能は基本的に一定であったが、今作の新要素としてクラスシステムが採用されており、プレイヤーキャラクターを作成するときにクラスを1つ選ぶことになる。
クラスごとに基礎能力，装備できる武器やアビリティなどに差があり、選択したクラスでおおまかなプレイスタイルが決定される。
偵察クラス
味方の支援を得意とするクラス。
敵の位置を味方全体に共有するマーキング能力に優れている。
スナイパーライフルなど遠距離からでも敵を一撃必殺できる武器が装備可能。
重装クラス
銃撃戦を得意とするクラス。
全クラス中もっとも体力とスタミナが高い。
ライトマシンガンやロケットランチャーなど火力の高い武器を装備できる。
潜入クラス
接近戦を得意とするクラス。
高い機動力を確保できるが、その反面体力が低い。
近距離であれば敵を封殺できるショットガンを装備できる。

### ルール
1マッチ2ラウンド制。各プレイヤーはSOLIDチームとLIQUIDチームに別れ、後述の個別ルールに則りチーム同士で対戦する。
2ラウンド連続で勝利すればそのチームのマッチ勝利が確定する。互いに1ラウンドずつ勝利した場合は、試合中に各チームのプレイヤーが獲得したポイントの総数の多寡で勝敗が決定される。
今作では前作までと異なり、敵味方の識別カラーは所属チームに係わらず必ず味方チームが青、敵チームが赤となる。
BOUNTY HUNTER（バウンティ・ハンター）
前作のTDMに今作からの新要素である「フルトン回収システム」を組み込み発展させたルール。
殺害またはフルトン回収で敵を排除することで敵チームのチケット数を０にする。あるいは、制限時間終了時点でのチケット数が多いチームが勝利となる。
プレイヤーを殺害するとその数に応じて「賞金首ポイント」が貯まる。この賞金首ポイントを持つ敵プレイヤーを「フルトン回収」することで、味方チームのチケット数をその賞金首ポイントと同値で回復することができる。
フルトン回収を行うためには敵を気絶・睡眠状態にさせる必要がある。これにより麻酔銃等を用いた非殺傷プレイでも敵を排除し、勝利に貢献できる。
自身に貯まった賞金首ポイントは、敵にフルトン回収されることで精算されるほか、自分がフルトン回収を行うことで、回収した敵の持っていた賞金首ポイントの分だけ減らすことができる。
CLOAK AND DAGGER（クローク・アンド・ダガー）
前作のTSNEのようなルール。
攻撃チームと防衛チームに分かれ、マップ内にあるデータディスクを巡って攻防を行う。
攻撃チームは敵地に潜り込みデータディスクを奪取、それを回収地点まで運びデータアップロードが完了するまでの一定時間を守りきる、もしくは防衛チームを殲滅することで勝利。
防衛チームはディスクのデータアップロードを阻止し制限時間終了まで守りぬくか、攻撃チームを全滅させることで勝利する。
それぞれのチームに初期装備の制限があり、防衛チームは殺傷武器のみ、反対に攻撃チームは非殺傷武器のみだが、時間による使用制限のないステルス迷彩が装備可能となっている。
なお、このルールでは「一方のチーム全員が殺害またはフルトン回収、もしくは気絶し行動可能なプレイヤーが一人もいなくなる」ことがチーム全滅の定義となっている。
COMM CONTROL（コム・コントロール）
前作のBASEのようなルール。
攻撃チームと防衛チームに分かれ、マップ内に点在する３箇所の拠点を奪い合う。
攻撃チームは拠点を制圧し続けることで敵データのダウンロードを進め、それが100%に達すると勝利となる。
防衛チームは制限時間が終了するまでのあいだ、ダウンロードの完了を阻止できれば勝利する。
SABOTAGE（サボタージュ）
2016年3月15日に追加されたルール。
攻撃チームと防衛チームに分かれ、マップ内に置かれたミサイルとその周りを覆う電磁バリア装置を制御するターミナルを巡って争う。
攻撃チームはミサイルを破壊するか、フルトン回収に成功すると勝利する。
防衛チームは制限時間いっぱいまでミサイルの破壊・回収を阻止することで勝利となる。
最初、ミサイルには電磁バリアが張られており、その状態ではミサイルをフルトン回収できないうえ、ミサイルに対するダメージも軽減される。
攻撃チームがマップ内に2箇所あるターミナルのいずれかをハッキングすることで電磁バリアを解除することができる。
同様に、ハッキングされたターミナルを防衛チームがハッキングし返すことで、電磁バリアが再び作動するようになっている。

### ステージ
各ステージの名称はそのステージの色と地形の特徴を組み合わせて名付けられている。また全ステージ昼夜の時間帯を設定することができ、さらに一部のステージではステージを小規模に区切るRUSH（ラッシュ）モードが設定できる。
JADE FOREST（ジェイド・フォレスト）
緑生い茂るジャングルのステージ。ゲームを開始する際のフリープレイに使用されている。
RUSHモードでは、ステージ北側の村エリアに限定される。
RED FORTRESS（レッド・フォートレス）
砂嵐が吹き荒ぶ乾燥地帯。砂嵐が発生すると視界が塞がれる。
RUSHモードでは、ステージ北西にある基地周辺に限定される。
GRAY RAMPART（グレィ・ランパート）
ダムとその電源設備など周辺施設を舞台にしたステージ。
RUSHモードでは、ダムを除いた南側のエリアに限定される。
AMBER STATION（アンバー・ステーション）
ガス精製所。建造物の高低差が大きく、かつ全体的に入り組んだ構造をしている。
RUSHモードは存在しない。
BLACK SITE（ブラック・サイト）
『MGSV:GZ』の舞台であるキューバ南端にある米軍基地のリメイクステージ。
RUSHモードでは、ステージ北に位置する管理棟に限定される。
CLOAKED IN SILENCE 追加ステージ
CORAL COMPLEX（コーラル・コンプレックス）
『MGSV:TPP』マザーベースの拠点開発班および支援班それぞれの第一甲板をもとに、MGOに合わせて作り変えたステージ。
RUSHモードは存在しない。
RUST PALACE（ラスト・パレス）
『MGSV:TPP』に登場したアフガニスタン:カブール北方に位置するラマー・ハーテ宮殿とその周辺によるステージ。
RUSHモードでは、宮殿内にほぼ限定される。
AZURE MOUNTAIN（アズール・マウンテン）
『MGSV:TPP』に登場したアフリカ南部のアンゴラ:ザイール国境地帯に位置するディタディ村落跡が舞台のステージ。
RUSHモードでは、ステージ中央に限定される。

### バディシステム
プレイヤーは、敬礼を始めとしたアピールアクションから派生するリンクアクションにより味方プレイヤー1人とバディを組むことができ、それに伴い様々な恩恵が得られる。
ゲーム中、専用の表示アイコンによりバディを組んだ味方プレイヤーの状態を常に把握することができる。また、バディを殺害した敵プレイヤーが居た場合はその敵プレイヤーの位置が一定時間のあいだ表示される。
さらに、バディが尋問（CQCにより拘束した敵プレイヤーを脅すことで、敵チームプレイヤーの位置情報を入手する行為）を受けた際、自身はその効果から免れる。
バディゲージが存在し、バディと近い距離で行動をするとより早くゲージが上昇する。なお、バディゲージはラウンドが終了するとゼロにリセットされる。
このバディゲージを消費することで、ワームホールによるフルトン回収をしたり、バディの居る位置までワープするワームホール発生器を使用したり、死亡した際にリスポンが可能なルールではバディの位置で復活するバディリスポンを実行したりすることができる。

### アビリティ
前作にあったスキルと同等のもので、これを装備することでプレイヤーキャラクターに能力を付与、強化することができる。
全クラス共通のアビリティが4種、クラス専用のアビリティが各4種、合計16種のアビリティが存在している。
アビリティには1から3までのレベルがあり、レベルが高いほど効果が上乗せされていく（レベル3のアビリティを装備することで、レベル2およびレベル1の効果も適用される）。
また、装備できるアビリティ枠には制限があり、アビリティのレベルが高いほどその枠を多く消費する。
ユニークキャラクターは各キャラクター固有のレベル4のアビリティに固定されるが、その内容は固有の装備やアクションに加えて各クラスの複数のアビリティをキャラクターの特徴に合わせて集めたものであり、非常に強力な性能を持つ。
全クラス共通アビリティ
WEAPONS+
武器の携行弾数を増やしたり、リロード速度の向上、装備可能なプライマリウェポンの種類を増やしたりすることができる。
TACTICAL+
ハンドグレネードなどのサポートウェポン携行数を増やしたり、装備可能なサポートウェポンの種類を増やしたりできる。
LETHAL AIM+
殺傷系武器の取り回しを向上させる。
NON-LETHAL AIM+
非殺傷系武器の取り回しを向上させる。

偵察クラス専用アビリティ
SNIPER+
スナイパーライフルのスコープを使用した際に様々な効果が得られる。
INTEL+
双眼鏡およびサポートウェポン「エネミーロケーター」によるマーキングの機能を強化する。
ANTI-MARKING+
自身がマーキングされた際、マーキング状態の把握や、解除までの時間を短縮する効果を発揮する。
OPTICS+
アイテム「NVG（暗視ゴーグル）」の装備が可能になり、その機能を強化する。

重装クラス専用アビリティ
FIELD REPORT+
敵および味方の死亡状況、ならびに自分の周囲の一定の範囲内の敵の存在やその位置をおおまかに把握することができるようになる。
DEMOLITION+
爆発系武器の威力が上昇する効果などがある。
TANK+
一部の攻撃により受けるダメージを軽減したり、ライフの回復速度を向上したりする効果が得られる。
SHIELDS+
シールド使用時の操作性が向上する。

潜入クラス専用アビリティ
CQC STEALTH+
近接格闘術「CQC」の能力が向上する。
INTERROGATION+
尋問の速度、効果を向上させる。
FULTON+
フルトン回収装置の回収速度、耐久度を上げたり、フルトンパンチを使ったりすることができるようになる。
STEALTH CAMO+
アイテム「STEALTH CAMO（ステルス迷彩）」の装備が可能になり、その機能を強化する。

ユニークキャラクター専用アビリティ
PHANTOM LEGEND
スネーク専用アビリティ。射撃、狙撃、近接戦闘の全てを高レベルでこなす。また、義手を使った3種のアクション（ダッシュパンチ、アクティブソナー、ロケットパンチ）を行うことが出来る。
SHALASHASKA
オセロット専用アビリティ。「情報戦に優れた尋問のスペシャリスト」という設定の元、尋問やマーキングなど敵の情報を得るのに長ける。また、固有装備の2丁拳銃「TORNADO-6」はマーキングした敵プレイヤーを跳弾で狙い撃つ事ができる。
CLOAKED IN SILENCE
クワイエット専用アビリティ。超人的な狙撃能力の再現として、スナイパーライフルを立ち状態で構えてもほとんどブレることなく敵を狙撃することができる。移動速度も速く、梯子の登り降りを一瞬で行なえ、短時間ステルス状態で高速移動する固有アクションも備えている。

### 装身具
プレイヤーキャラクターの見た目をカスタマイズをするための装備品。
頭部、胸部、身体、アクセサリーの4箇所に装着する装身具とその色を選択し、自分だけのキャラクターを作ることができる。
ちなみに装身具はどれを選んでも防御力などに影響がないので自由にオシャレを楽しむことができる。
今作は一部装身具でセカンダリカラーが追加され、ベルトやポーチといった細かい箇所の色も数パターンから選択，変更できる。
ギアポイント
前作のリワードポイントに当たるもので、装身具や装身具のカラーを購入するために必要なポイント。略称は「GP」。
ゲームをプレイすると入手することができ、その量はプレイするゲームモードや、ゲームでのチームの勝敗によって変動する。

### 追加パック
EXPANSION PACKなどを購入することで、ゲーム内に様々な要素が追加される。2016年3月17日現在、以下のものが販売されている。
EXPANSION PACK「CLOAKED IN SILENCE」
上記のステージとユニークキャラクターとしてクワイエットがプレイ可能になる。
ALL APPEAL PACK
以下4つのアピールパックのセット。
BASIC APPEAL PACK
手を挙げるなど基本的な動きを収録したアピールパック。
BATTLE APPEAL PACK
自身の肉体を誇示するような動きを収録したアピールパック。
DANCE APPEAL PACK
踊っているような動きを収録したアピールパック。
HERO APPEAL PACK
格好をつけた動きを収録したアピールパック。
COMPLETE BUNDLE
EXPANSION PACK「CLOAKED IN SILENCE」, ALL APPEAL PACK と 550MBコイン をセットにしたもの。※PS4およびXbox Oneのみで販売。

### MBコイン
マザーベースコイン。「メタルギアソリッドV ファントムペイン」本編でも用いられている課金通貨。
キャラクタースロット、GPブースト、一部の装身具や装身具の一部のカラーを購入する用途がある。
本編のデイリーリワードで定期的に配布されており、少額ずつではあるが無料でも手に入れることができる。

## 関連書籍
- ファミ通編集部『まるごとメタルギアオンライン』2006年、エンターブレイン

『サブシスタンス』に基づくゲームの解説が書かれている他、本作が収録されたDVD-ROMが同梱されている。この書籍に同梱されたバージョンではチャット機能に改良が加えられている。